# 晴天

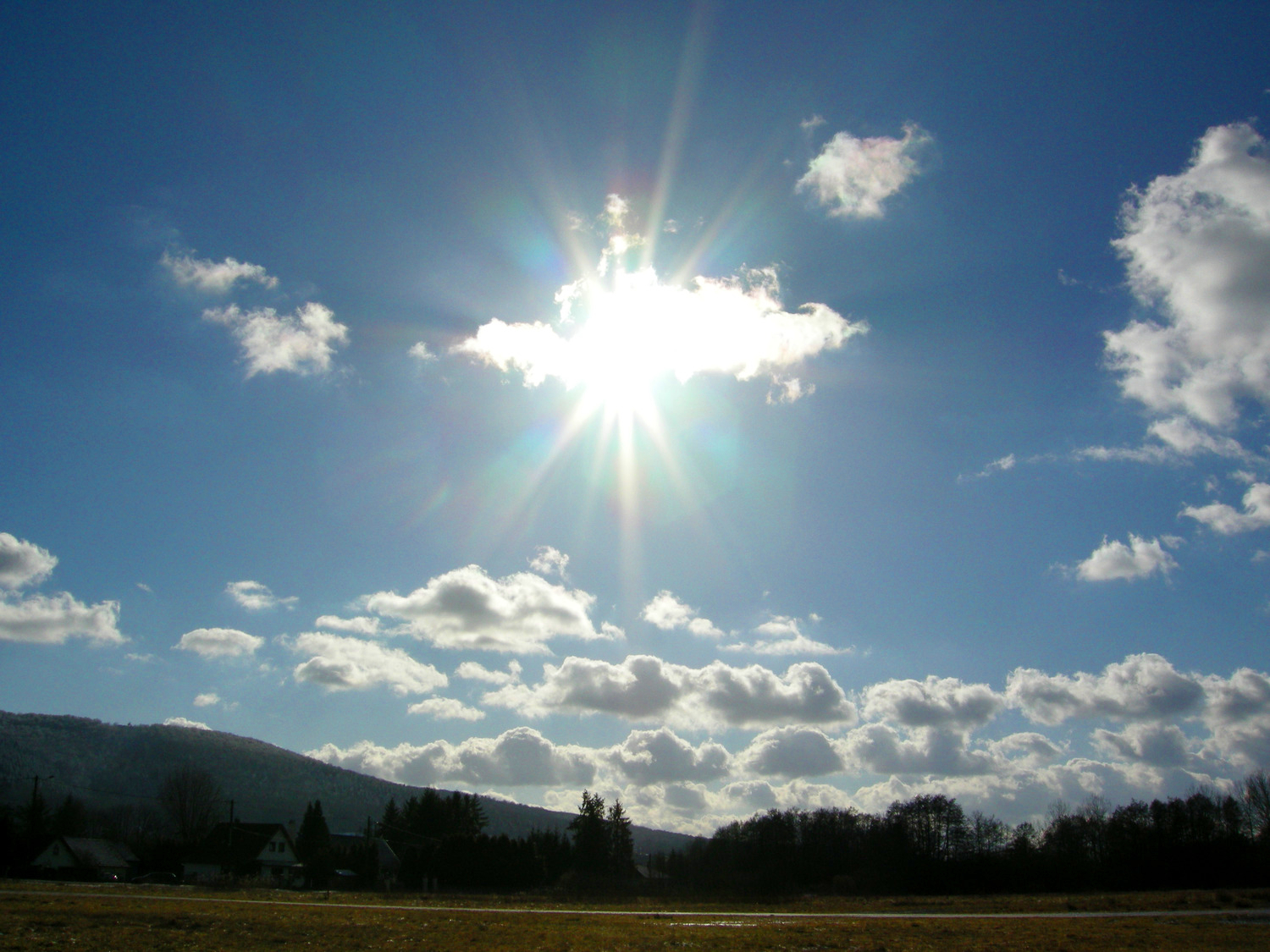
晴天一般是有太陽跟少量的積雲

晴天，或稱晴朗或晴，是一種穩定的大氣狀態，一般指天空中很少或沒有中低層雲層，或指總雲量不到30%的晴朗天氣，若雲量高於30%常被稱為多雲，若高於95%則稱為陰天。
晴天持續時間從幾小時到數天不等，以沙漠地區最為常見，通常結束於降水或陰天，一般會伴隨著陽光且會造成氣溫的上升。雨天之後經常會轉變為晴天，最容易出現晴天的大氣狀態是高氣壓。
晴天能使人心情愉快。
連續過久的晴天可能造成災害，例如，太久沒有下雨而造成乾旱，或連日的高溫炎熱造成熱浪。